# Martin Adler
Martin John Lars Adler, född 30 oktober 1958 i Stockholm, död 23 juni 2006 i Mogadishu, Somalia, var en svensk frilansjournalist och nyhetsfotograf.
Martin Adler växte upp i Västerås. Han utbildade sig i Storbritannien, varifrån hans mor kom. Han rapporterade från världens mest oroliga platser, och hade erfarenhet av att ha arbetat i ett tjugotal krigszoner som El Salvador, Rwanda, Kongo-Kinshasa, Angola, Sierra Leone, Liberia, Tjetjenien, Bosnien, Afghanistan, Sri Lanka, Kashmir, Burundi, Somalia, Sudan, Eritrea och Irak. Adler hörde till de få journalister som hade intervjuat den tjetjenske rebelledaren Sjamil Basajev. 
År 2001 belönades han med Amnesty Internationals mediapris i nyhetskategorin för sitt reportage om kidnappning och försäljning av kvinnor i Kina. Han belönades också med Silver Prize for Investigative Journalism vid New York TV Festival 2001. År 2004 belönades han med Rory Peck Award for Hard News för On Patrol with Charlie Company i Irak.
Adler mördades den 23 juni 2006 av en okänd gärningsman under en demonstration i Somalias huvudstad Mogadishu. Han var gift och hade två döttrar. Martin Adler är begravd på Hovdestalunds kyrkogård i Västerås.